# Crésuz
Crésuz (toponimo francese) è un comune svizzero di 342 abitanti del Canton Friburgo, nel distretto della Gruyère.

## Geografia fisica
Crésuz è affacciato sul Lago di Montsalvens formato dalla diga di Montsalvens.

## Monumenti e luoghi d'interesse
- Chiesa cattolica di San Francesco, eretta nel 1647 e ricostruita nel 1670[1].

## Società

### Evoluzione demografica
L'evoluzione demografica è riportata nella seguente tabella:
Abitanti censiti

## Amministrazione
Ogni famiglia originaria del luogo fa parte del comune patriziale che ha la responsabilità della manutenzione di ogni bene comune.